# Möringen
Möringen este o comună din landul Saxonia-Anhalt, Germania. De la 1 ianuarie 2010 face parte din orașul Stendal.